# Hoz y martillo

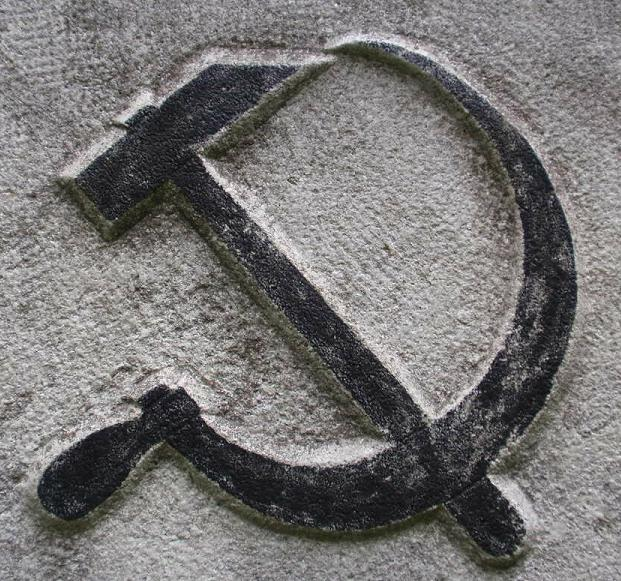
La hoz y el martillo grabados en piedra.

La hoz y el martillo (Unicode: ☭) es un símbolo que representa la unión obrero-campesina, generalmente es usado para representar al comunismo, así como a sus partidos. Está compuesto por una hoz superpuesta a un martillo. Estas dos herramientas son un símbolo del proletariado industrial y del campesinado, respectivamente; el hecho de que estén una sobre la otra simboliza la unidad entre todos los trabajadores.
El símbolo ―llamado серп и молот, serp i molot en idioma ruso― es conocido sobre todo por haber sido parte, junto con la estrella roja, de la bandera roja de la Unión Soviética (URSS).

## Historia

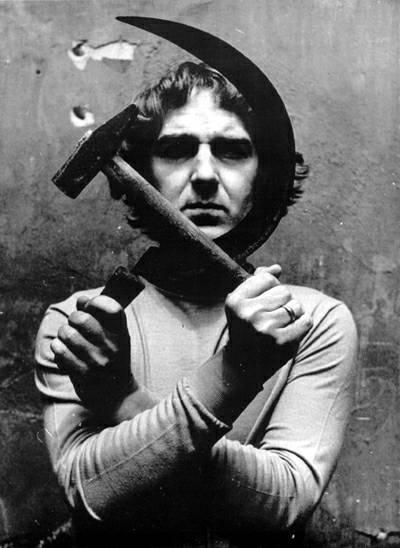
Sándor Pinczehelyi, el martillo (industria) y la hoz (agricultor).

Desde las civilizaciones nórdicas hasta la masonería, la hoz y el martillo como símbolos han tenido algún grado de presencia y representación heráldica. En el siglo XIX ambos fueron usados como representación de los trabajadores por el movimiento obrero en Europa y América. En los pesos chilenos estuvo presente el emblema de la hoz y el martillo desde 1894 a 1942, mucho antes por lo tanto que su oficialización en la URSS.
La representación de la unión del proletariado industrial y el campesinado, consigna de Lenin, se consiguió combinando dos de las herramientas representativas de ambos. En 1917, tras la Revolución de Octubre la unión de obreros y campesinos es adoptada en la nueva organización política como la base del Estado.
Antes de la adopción definitiva de la hoz y el martillo se desarrollaron diversas variantes combinando el martillo, que tradicionalmente ha representado en Europa a los obreros, con herramientas usadas por los campesinos, como el rastrillo, la horca, el arado. En abril de 1918, el moscovita Yevgueni Kamzolkin presentó una versión en la que se combinaba la hoz, como símbolo que representa al campesinado, y el martillo, como símbolo en representación del proletariado industrial. Esa propuesta fue aprobada oficialmente en el marco del V Congreso de los Sóviets en el verano de ese mismo año.
Yevgueni Kamzolkin provenía de una familia acaudalada y era profundamente religioso, no era comunista. Formó parte de la Sociedad artístico-mística Leonardo Da Vinci y comprendía perfectamente el significado de los símbolos.
Alekséi Losev, filósofo ruso, valoró así este emblema:

Es un signo que se mueve con las masas populares, no constituye simplemente un signo, sino un principio constructivo y técnico para las acciones humanas, así como sus aspiraciones volitivas. [...] Aquí, ante nosotros, está el símbolo de la unión de los obreros y de los campesinos, el símbolo del estado soviético.

## Uso en la Unión Soviética y en la Rusia actual

### Unión Soviética

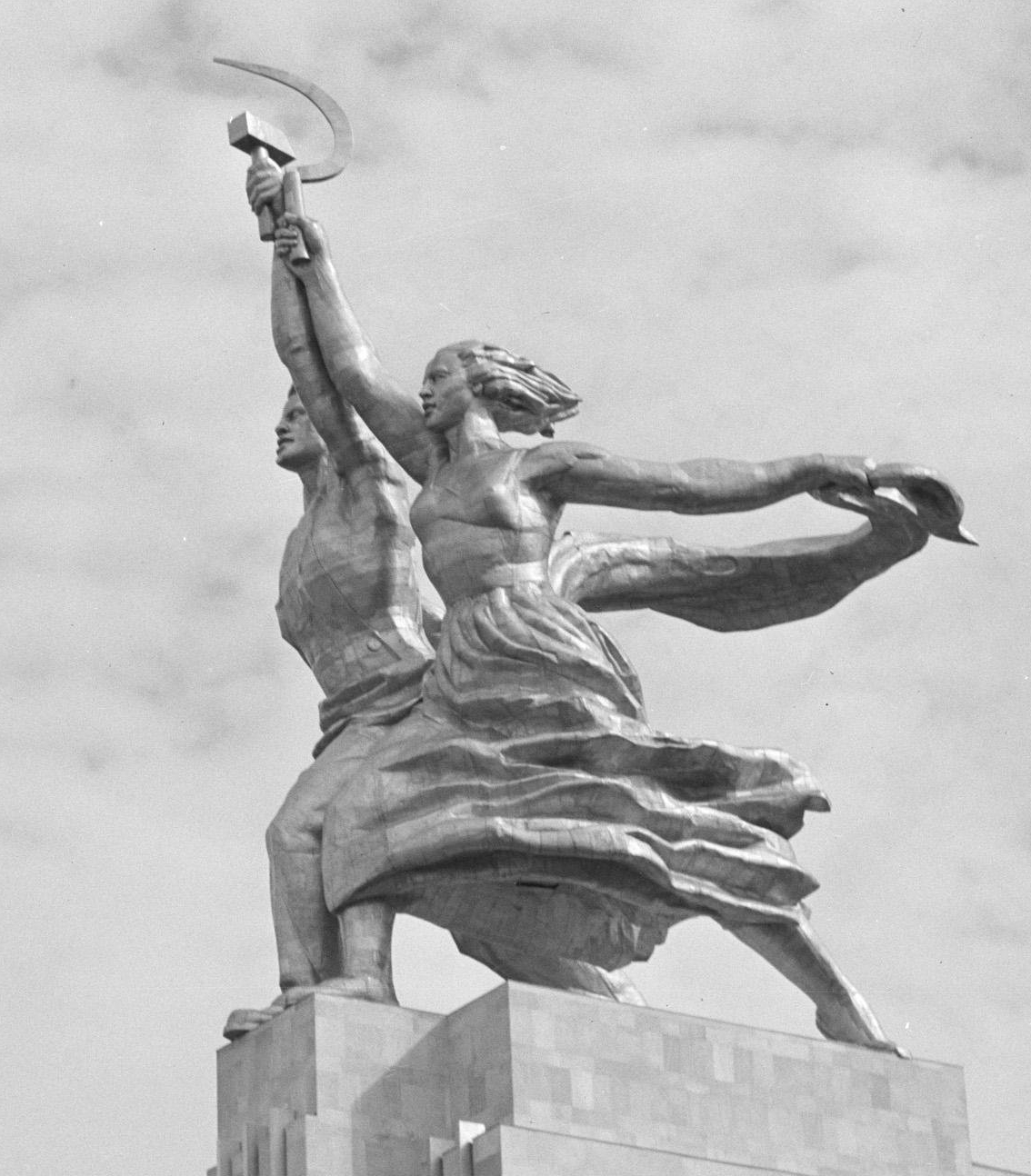
Estatua de Obrero y koljosiana. Moscú.

Desde 1917 la hoz y el martillo fue uno de los símbolos de la República Socialista Federativa Soviética Rusa. Inicialmente aparecía en el escudo de armas de la RSFS de Rusia, habiéndose declarado a la unión de proletarios y campesinos como la base del Estado. Formaba parte también de los símbolos del Ejército Rojo, creado en 1918.
Más tarde apareció en la bandera de la Unión Soviética, adoptada en 1923 y terminada en la Constitución soviética de 1924, y en las banderas de las repúblicas soviéticas después de 1924 (antes de esto, las banderas de las repúblicas soviéticas eran totalmente rojas, con el nombre de la república respectiva escrito en letras doradas, tal como lo estipulaba la Constitución de 1918).
El escudo de la Unión Soviética contiene a la hoz y el martillo, que también aparecían en uniformes del ejército, medallas y otros lugares.

La hoz y el martillo en la bandera de la Unión Soviética.
Emblema del Ejército Rojo (1917-1946), la hoz y martillo dentro de la estrella roja.

### Rusia
Tras la disolución de la Unión Soviética en 1991 y el consecuente reemplazo de la simbología comunista por una más tradicional (como el águila bicéfala en el escudo), diversos partidos políticos modernos de ideología comunista han adoptado la hoz y martillo como insignia partidaria.
El Partido Comunista de la Federación de Rusia, considerada la continuación directa del PCUS y el PCRSFSR, utiliza una hoz y martillo junto a un libro en su emblema oficial.

Emblema del Partido Comunista de la Federación de Rusia, con un libro detrás de la hoz y martillo y abajo las iniciales del partido.
Emblema de la Unión de Partidos Comunistas - Partido Comunista de la Unión Soviética.

## Uso internacional
Los partidos comunistas afiliados al Kominform (aquellos alineados con la Unión Soviética), así como los seguidores de la República Popular China, tendieron a usar la hoz y el martillo o diseños similares en su simbología. Sin embargo, incluso partidos comunistas opuestos a tanto la Unión Soviética como China usaron tradicionalmente la hoz y el martillo como su símbolo, algunas veces con ligeras modificaciones de estilo. Por esto, la hoz y el martillo se convirtieron en el símbolo internacional de prácticamente todos los comunistas, independientemente de su orientación.
En 1990, cuando Nelson Mandela salió de prisión, pronunció en Ciudad del Cabo un discurso al pueblo sudafricano desde un balcón decorado con una bandera con la hoz y el martillo.
La bandera de Transnistria, un Estado con reconocimiento limitado enclavado en Moldavia, lleva en su bandera la hoz y el martillo, es el único país de la Edad Contemporánea que reconoce al símbolo de forma oficial.
En Unicode, el símbolo de la hoz y el martillo se representa con U+262D (☭ Ver).

Bandera de Transnistria.
Escudo de Transnistria.

### Elcrucifijo comunista

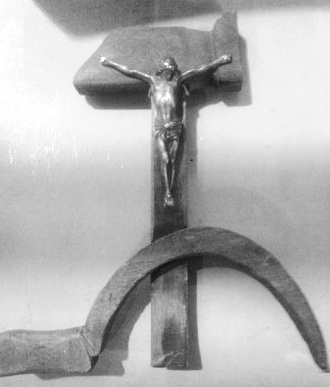
El «crucifijo comunista» que Luis Espinal talló en los años 1970. El 9 de julio de 2015, Evo Morales regaló al papa Francisco una réplica de este crucifijo.

En la visita que el papa Francisco realizó a Bolivia en julio de 2015, el presidente boliviano, Evo Morales se obsequió con una  talla de la imagen de un Cristo crucificado en el mango de un martillo, con base de una hoz. La talla es una reproducción de una realizada por Luis Espinal Camps, sacerdote jesuita de origen español y nacionalizado boliviano que fue asesinado en 1980 por un grupo paramilitar debido a su compromiso con la lucha social y la denuncia de la injusticia y abusos existentes en aquel tiempo en Bolivia. Luis Espinal, que también era cineasta y periodista,  abogó por espacios de justicia, libertad e igualdad. En su honor la Asamblea Legislativa de Bolivia ha creado la Orden al Mérito "Padre Luis Espinal Camps" cuya medalla lleva como motivo principal el Cristo clavado en el martillo con una hoz como base, y que  reconocer a quien profese fe religiosa y se destaque por defender a los enfermos, los marginados y los pobres.

## Prohibición
El uso público de la hoz y el martillo es ilegal en Hungría, Letonia y Lituania (por ser considerado un símbolo de ocupación soviética y de totalitarismo).
En Polonia, quienes mantuvieran, crearan o distribuyeran símbolos comunistas eran detenidos por una ley prohibitoria (artículo 256 del Código Penal, establecido el 8 de junio de 2010). Sin embargo, el 19 de julio de 2011, el Tribunal Constitucional de Polonia emitió una sentencia declarando que dicho artículo es inconstitucional porque «viola el principio de la libertad de expresión, de la adquisición y difusión de información», quedando así sin efecto.

## Variaciones o símbolos similares
La hoz y el martillo estilizados o modificados aparecen en el logo del Partido Comunista de los Estados Unidos y en algunas versiones del logo de la Unión de Trabajadores Generales y de Transporte del Reino Unido. El Partido Comunista de Guadalupe usa en su bandera una letra G estilizada que recuerda a la hoz y el martillo.
Otras variaciones sobre la idea de herramientas cruzadas incluyen el símbolo del Partido del Trabajo de Corea (martillo, pincel y hoz), el antiguo símbolo del Partido Laborista Británico (pala, antorcha y azada) y el escudo de la República Democrática Alemana (martillo y compás rodeados por trigo, representando así a los obreros, los intelectuales y los campesinos alemanes, respectivamente).

Las facciones de la Cuarta Internacional trotskista combinan la hoz y el martillo con un número cardinal 4, orientando las herramientas hacia la izquierda y en color negro sobre fondo blanco en lugar del tradicional dorado sobre rojo. Esto se debe a que los trotskistas argumentaban que Stalin se habría apropiado del símbolo, por lo que lo invirtieron, siendo este nuevo símbolo el oficial del trotskismo.

Hoz y martillo de la Cuarta Internacional, usada popularmente para representar al trotskismo.
La hoz y martillo en la tumba de León Trotski, actualmente un símbolo popular para representar al trotskismo.[cita requerida]
Emblema del Partido Comunista de los Estados Unidos (CPUSA), una hoz y martillo combinada con un engranaje, para representar al proletariado estadounidenses.
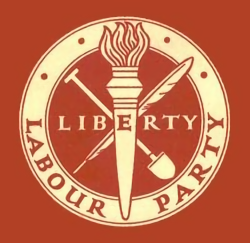
Primer logo usado por el Partido Laborista del Reino Unido, usado hasta 1983.
Logotipo del Partido Comunista Americano, una escisión del CPUSA, utiliza el mismo logotipo.